# Universal Robina
Universal Robina Corporation – filipińska firma spożywcza założona w 1954 roku. Jej siedziba znajduje się w Quezon City.
Posiada zakłady produkcyjne w Chinach, Birmie, Tajlandii, Wietnamie, Malezji i Indonezji, wyłącznych dystrybutorów w Laosie i Kambodży, a także biura sprzedaży w Hongkongu i Singapurze.